# Darmstädter Kreis (Moderne)
Der Darmstädter Kreis war eine Gruppe experimenteller Schriftsteller und Regisseure, der sich ab 1957 um Claus Bremer, Daniel Spoerri und Emmett Williams am Landestheater Darmstadt formierte. Ihm gehörten auch Dieter Roth und André Thomkins an. Er versuchte, die Erfahrungen des experimentellen Theaters auf deutsche Bühnen zu übertragen und ein dynamisches Theater zu entwickeln, das das Publikum ins Spiel zu Stellungnahme und gleichberechtigter Aktion auffordert.
Einige Mitglieder des Darmstädter Kreises waren ebenso unter den ersten Lyrikern, die Versuche mit konkreter Poesie anstellten. Die Anthologiefolge material (1959/60) mit Beiträgen von Josef Albers, Bremer, Eugen Gomringer, Helmut Heißenbüttel, Rot, Spoerri, Williams u. a. ist die erste eigenständige Publikation des Genres.